# Kim Min-jae (baseball)
Dans ce nom coréen, le nom de famille, Kim, précède le nom personnel.
Pour les articles homonymes, voir Kim Min-jae et Kim.
Kim Min-jae (né le 3 janvier 1973 à Pusan, Corée du Sud) est un instructeur coréen de baseball qui joue avec les KT Wiz de Suwon dans la ligue sud-coréenne de baseball.
Il a obtenu la médaille d'or de baseball lors des jeux olympiques 2008 à Pékin.